# Nomenclature des acides
En chimie, le terme acide est très général et fait référence à une espèce qui peut, en solution aqueuse, libérer un proton. Avant d'entrer dans le détail de la nomenclature des acides, il est important de préciser que ceux-ci peuvent être classés en plusieurs grandes classes :
- Les acides minéraux - rencontrés en chimie analytique et inorganique
- Les acides organiques
- Les acides gras - rencontrés en biochimie

NB : L'acidité d'un composé est liée à sa capacité à libérer des protons en solution. Des composés n'ayant pas (du point de vue de la nomenclature) la dénomination acide peuvent très bien se comporter comme tels en solution.

## Acides en chimie minérale
Selon leur structure : on distingue deux catégories d'acide :
- Les  hydracides ou acides binaires, composés d'un non-métal et d'hydrogène : HnX ;
- Les oxoacides ou acides ternaires, composés d'un non-métal ou d'un métal de transition fortement oxydé, associé à des atomes d'hydrogène et d'oxygène : HnXOm.

### Hydracides
Les hydracides ont pour formule générale HnA. Deux nomenclatures sont utilisées :
- le nom du composé est obtenu en ajoutant au nom du non-métal (ou à sa racine) le suffixe -ure suivi de la dénomination « d'hydrogène » :
non-métalure d'hydrogène ;
- le nom du composé est formé de la dénomination « acide » suivi du nom du non-métal (ou de sa racine) auquel on ajoute le suffixe -hydrique :
acide non-métalhydrique.

Remarque : la seconde nomenclature est plus souvent utilisée lorsqu'on parle de l'hydracide en solution aqueuse ; « acide chlorhydrique », par exemple (solution aqueuse de chlorure d'hydrogène : H+
aq  + Cl–
aq  ). La première nomenclature est impérative quand le composé considéré est à l'état gazeux (il est alors moléculaire, donc non séparé en ions).
| Formule | Nomenclature 1         | Nomenclature 2      |
| ------- | ---------------------- | ------------------- |
| HCl     | chlorure d'hydrogène   | acide chlorhydrique |
| HBr     | bromure d'hydrogène    | acide bromhydrique  |
| HF      | fluorure d'hydrogène   | acide fluorhydrique |
| HI      | iodure d'hydrogène     | acide iodhydrique   |
| H2S     | sulfure de dihydrogène | acide sulfhydrique  |
| HCN     | cyanure d'hydrogène    | acide cyanhydrique  |
| HN3     | azoture d'hydrogène    | acide azothydrique  |

### Oxoacides
Les oxoacides ont pour formule générale HnXOm où M' désigne un non-métal ou un métal de transition fortement oxydé. Deux nomenclatures sont utilisées :
- le nom du composé est formé du nom du non-métal suivi du suffixe -ate ou -ite et de la terminaison d'hydrogène :
(nom du non-métal)-ATE ou -ITE D'HYDROGENE ;
- le nom du composé est formé de la dénomination acide suivi du nom du non-métal, auquel on ajoute le suffixe ique ou eux :
acide (nom du non-métal)-IQUE ou -EUX.

Important : pour les oxacides, le nom dépend de la nature du non-métal et de son nombre d'oxydation :
- si un seul nombre d'oxydation est possible, le suffixe est IQUE (ATE) ;
- si deux nombres d'oxydation sont possibles, les suffixes sont EUX (ITE) et IQUE (ATE) ; EUX sera utilisé pour le nombre inférieur et IQUE pour le nombre supérieur ;
- lorsque quatre nombres d'oxydation sont possibles on utilisera les dénominations suivantes, du nombre le plus bas au plus élevé :
  - préfixe HYPO suivi du nom de non-métal et du suffixe EUX,
  - nom du non-métal avec le suffixe EUX,
  - nom du non-métal avec le suffixe IQUE,
  - préfixe PER suivi du nom de non-métal et du suffixe IQUE.

| Formule | Nomenclature 1            | Nomenclature 2        |
| ------- | ------------------------- | --------------------- |
| HClO    | hypochlorite d'hydrogène  | acide hypochloreux    |
| HClO2   | chlorite d'hydrogène      | acide chloreux        |
| HClO3   | chlorate d'hydrogène      | acide chlorique       |
| HClO4   | perchlorate d'hydrogène   | acide perchlorique    |
| HIO     | hypoiodite d'hydrogène    | acide hypoiodeux      |
| HIO3    | iodate d'hydrogène        | acide iodique         |
| HIO4    | periodate d'hydrogène     | acide periodique      |
| H2SO3   | sulfite d'hydrogène       | acide sulfureux       |
| H2SO4   | sulfate d'hydrogène       | acide sulfurique      |
| HNO2    | nitrite d'hydrogène       | acide nitreux         |
| HNO3    | nitrate d'hydrogène       | acide nitrique        |
| H3PO2   | hypophosphite d'hydrogène | acide hypophosphoreux |
| H3PO3   | phosphite d'hydrogène     | acide phosphoreux     |
| H3PO4   | phosphate d'hydrogène     | acide phosphorique    |
| H2CO3   | carbonate d'hydrogène     | acide carbonique      |
| H3BO3   | borate d'hydrogène        | acide borique         |
| H2MnO4  | manganate d'hydrogène     | acide manganique      |
| HMnO4   | permanganate d'hydrogène  | acide permanganique   |
| H2CrO4  | chromate d'hydrogène      | acide chromique       |

## Acides en chimie organique
La chimie organique comprend essentiellement 2 grandes classes d'acides :
- Les acides carboxyliques
- Les acides sulfoniques

Leur nomenclature est décrite à l'article correspondant

## Acides en biochimie
En biochimie, un acide gras est un composé comportant une chaîne hydrophobe terminée par un groupement d'acides acide carboxylique. La liste des principaux acides gras courants ainsi que leur nomenclature peuvent être consultées à l'article correspondant.